# Craterostigma crassifolium
Craterostigma crassifolium är en tvåhjärtbladig växtart som beskrevs av Adolf Engler. Craterostigma crassifolium ingår i släktet Craterostigma och familjen Linderniaceae. Inga underarter finns listade i Catalogue of Life.